# Physiphora leucotrichia
Physiphora leucotrichia är en tvåvingeart som beskrevs av Kameneva och Valery Korneyev 2010. Physiphora leucotrichia ingår i släktet Physiphora och familjen fläckflugor. Inga underarter finns listade i Catalogue of Life.